# Muntanya de Saltèguet
La Muntanya de Saltèguet és una serra situada entre el municipi d'Alp, a la comarca del Baixa Cerdanya i França, amb una elevació màxima de 2.013 metres.